# Mamadou Tandja
Mamadou Tandja, född 1938 i Maïné-Soroa i södra Niger, död 24 november 2020 i Niamey, var Nigers sjätte president mellan 1999 och en militärkupp 2010. Han vann presidentvalen 1999 och 2004, som kandidat för Nationella rörelsen för samhällsutveckling. Han ersattes efter militärkuppen av Salou Djibo, som blev ledare för den militärjunta som styrde landet.
Tandja deltog i militärkuppen 1974 som förde Seyni Kountché till makten, och tjänade under Kountché som bland annat inrikesminister. I de allmänna valen efter diktaturens fall kandiderade han 1993 och 1996 till presidentposten, men förlorade 1993 mot Mahamane Ousmane, som senare avsattes i en kupp, och 1996 till kuppmakaren Ibrahim Baré Maïnassara, då denne åter utlyste allmänna val. 1999 mördades Maïnassara, och Tandja vann de efterföljande valen, liksom nästa val 2004.
2009 började Tandja förbereda ett lagförslag som skulle göra det möjligt för honom att kandidera en tredje gång. Förslaget väckte protester, som ledde till att Tandja sommaren 2009 avsatte regeringen och införde ett envälde. Protesterna mot honom utmynnade i en militärkupp i februari 2010.
Som halvfula och halvkanuri var Tandja den förste nigeriska presidenten som inte är etnisk hausa eller songhai/djerma, Nigers majoritetsgrupper.